# ハダカデバネズミ
ハダカデバネズミ (Heterocephalus glaber) は、哺乳綱齧歯目デバネズミ科ハダカデバネズミ属に分類される齧歯類。本種のみでハダカデバネズミ属を構成する。

## 分布
エチオピア、ケニア、ジブチ、ソマリア。

## 形態
頭胴長（体長）10.3 - 13.6センチメートル。尾長3.2 - 4.7センチメートル。体重9 - 69グラム。体表には接触に対して感度の高い細かい体毛しか生えていない。属名Heterocephalusは、「変わった頭部、変な頭部」の意。種小名glaberは、「無毛の、毛のない」の意。口唇が襞状で門歯の後ろで閉じるようになっており、穴を掘るときに土が口内に侵入するのを防いでいる。
体毛が無いことや環境の変動が少ない地中で生活するためか、体温を調節する機能がなく体温も低い。哺乳類でありながら体温調節ができない変温動物である。それによってエネルギー消費量を低く抑えている。気温が低くなると集団が幾重にも重なった上に子供たちを置いて保温する。
染色体数は2n = 60。

## 分類
以前はコツメデバネズミ亜科Georychinaeに分類されていたが、複数の分子系統解析で本種がデバネズミ科の他属から最も初期に分岐する結果が得られたことから、2005年の時点では本種のみでハダカデバネズミ亜科Heterocephalinaeを構成する説が有力とされる。一方で、分岐年代が3120万年前と推定されることから、独立した科Heterocephalidaeとする説も2014年に提唱されている。

## 生態
完全地中棲。10頭以上290頭以下（平均75 - 80頭）の、大規模な群れ（コロニー）を形成し生活する。後述するように本種は哺乳類では数少ない真社会性の社会構造を持つ（哺乳類で真社会性を持つものは他にダマラデバネズミ・オオデバネズミ・アンセルデバネズミなどが知られる）。群れの中で1つのペアのみが繁殖を行い、群れの多くを占める非繁殖個体のうち小型個体は穴掘りや食料の調達を、大型個体は巣の防衛を行う。群れの中の血縁度は高く、非繁殖個体がいる社会構造を形成したり群れを維持する要因になっていると考えられている（自分と極めて血縁な個体の世話をすることで、自分が繁殖しなくても自分と極めて近い遺伝子を次の世代に残すことができる）。門歯で穴を掘り、後肢を使い掘った土を後ろへ掻き出す。地表へ土を排出する際も、後肢を使い勢いよく土を蹴り出す。複数の個体により穴掘り・トンネル内の土の運搬・地表への土の排出を分担して行う。60 - 70頭のコロニーで長さ約3キロメートルに達する巣穴も確認されている。地中は温度の変動が少ないが体温が低くなると密集したり、逆に体温が高くなるとトンネルの奥へ避難する。
植物食で、地下植物や植物の根を食べる。幼獣は成獣の排泄物も食べる。捕食者はヘビ類が挙げられ、掻き出した土の匂いを頼りに巣穴に侵入したり土を掻き出している個体を捕食する。
繁殖様式は胎生。群れの中でもっとも優位にある1頭の雌（繁殖メス）と、1頭または数頭の雄のみが繁殖に参加する。妊娠期間は66 - 74日。飼育下では80日の間隔を空けて幼獣を産み、1回に最大27頭の幼獣を産んだ例がある。野生下・飼育下でも、年に4 - 5回に分けて50頭以上の幼獣を産む。繁殖メスが死んだ場合は巣内が平和であれば複数のメスの性的活性が活発化するものの、そのうち1頭のメスのみが急に成長し争いも起こらず2 - 3週間ほどで繁殖を行い新しい繁殖メスになる。そのため繁殖メスによる化学物質（フェロモン）が群れ全体に作用し他の個体の繁殖が抑制されていると考えられ、集団で排泄を行う便所での尿や巣内での集合場所で密着することでフェロモンを発散している可能性が示唆されている。授乳は繁殖メスのみが行うが、幼獣の世話は群れの他個体も参加して行われる。飼育下の寿命は15年以上で、繁殖メスでは最長で28年2か月の生存記録もある。

巣の中で産まれた個体は同じ巣に留まってワーカーや繁殖個体になることが多いので、巣内で近親交配が繰り返されることになる。そのため巣内の個体間の血縁度が非常に高くなる。これが本種の真社会性の進化を促したとする説がある（血縁選択による血縁利他主義の進化）一方で、親による操作説のほうが上手く説明できる証拠も示されており（女王による監視など）、議論が続いている。

## 寿命
老化に対して耐性があり、健康な血管機能を維持できる。その長寿の理由は議論されているところではあるが、生活環境が厳しい時に代謝を低下させる能力があり、それが酸化による損傷を防いでいると考えられる。その驚異的な長寿ゆえ、ハダカデバネズミのゲノム解析に努力が払われている。
ハダカデバネズミでは、25-ヒドロキシビタミンDが血中で検出されないように元来コレカルシフェロール（ビタミンD）を欠損しているように見える。完全に地中で生活しているので、太陽光にあたることはなく、体内でコレステロールからビタミンDが合成されることはない。
齧歯類の中でも最も長い約30年という寿命であるが、この種が老化しにくい理由はよくわかっていなかった。2023年7月の熊本大学の発表によると、三浦恭子教授らはハダカデバネズミの皮膚の一部を人工的に老化させると、老化させた細胞が死ぬことを発見。この現象を詳細に調べると、老化細胞内にセロトニンが蓄積しており、このセロトニンの化学反応により生じる過酸化水素（H2O2）が細胞死を引き起こしていることがわかった。これはマウスなどにはみられない、ハダカデバネズミ特有の仕組みであり、老化細胞を蓄積させないこの仕組みが、老化しにくく寿命が長い理由と考えられる。

## がんに対する耐性
ハダカデバネズミはがんに対して高い耐性を示し、ハダカデバネズミにがんが発見されたことはなかった。このメカニズムは、一定のサイズに達した細胞群に新たな細胞を増殖させない「過密」遺伝子として知られているp16という遺伝子が、がんを防いでいるものである。ハダカデバネズミも含めたほとんどの哺乳類は、p16が活動するよりもかなり遅れた時期に活動する細胞の再生を阻害するp27と呼ばれる遺伝子を持っている。ハダカデバネズミにおいては、p16とp27の共同作用が、がん細胞の形成の阻害としての二重防壁を形成している。ハダカデバネズミはがん抑制遺伝子の産物であるp53タンパク質の濃度がマウスと比較して50倍も高く、血管等修復能力も高く、培養細胞の分裂速度が遅く、強い接触阻害を有する。
ハダカデバネズミの産生するヒアルロン酸ががんに対する耐性の一因であるという報告もある。ハダカデバネズミのヒアルロン酸はヒトやマウスなどの他の哺乳類に比べ5倍以上高分子でさらに密度が高く、High-Molecular-Mass Hyaluronan (HMM-HA) と名付けられた。このHMM-HAのノックアウト、もしくはヒアルロン酸分解酵素の過剰発現によりがん感受性になることから、HMM-HAのがん耐性に対する関与が報告されている。
現在では飼育個体においてハダカデバネズミのがんの症例が発見されている。ただし、この事はハダカデバネズミの高いがん耐性を否定するものではない。

## 低酸素・無酸素状態に対する耐性
2017年4月21日付のアメリカの科学誌『サイエンス』電子版に発表された研究結果によると、ハダカデバネズミは酸素がない環境で18分も耐え、大きなダメージも残らなかったという。
無酸素状態になった際、通常の酸素呼吸とは別の仕組みでエネルギーを生み出したとみられる。研究チームは「心臓病などで、無酸素状態になった際に起こる損傷を防ぐ治療につながる可能性がある」としている。チームはマウスとハダカデバネズミを使い、それぞれ酸素濃度が5%と0%の状態において様子を観察した。その結果、マウスはいずれの条件下でも間もなく死んだのに対し、ハダカデバネズミは酸素濃度5%では5時間、0%でも18分間耐えることができた。0%の状態では心拍数は大きく低下し、1分間に50回程度になったという。無酸素状態では、ハダカデバネズミの体内で糖類の一種の果糖が増えていることが確認できた。通常時のエネルギー源であるブドウ糖の代わりに果糖を使って、脳や心臓といった生存に関わる組織にエネルギーを供給していると考えられる。

## 画像

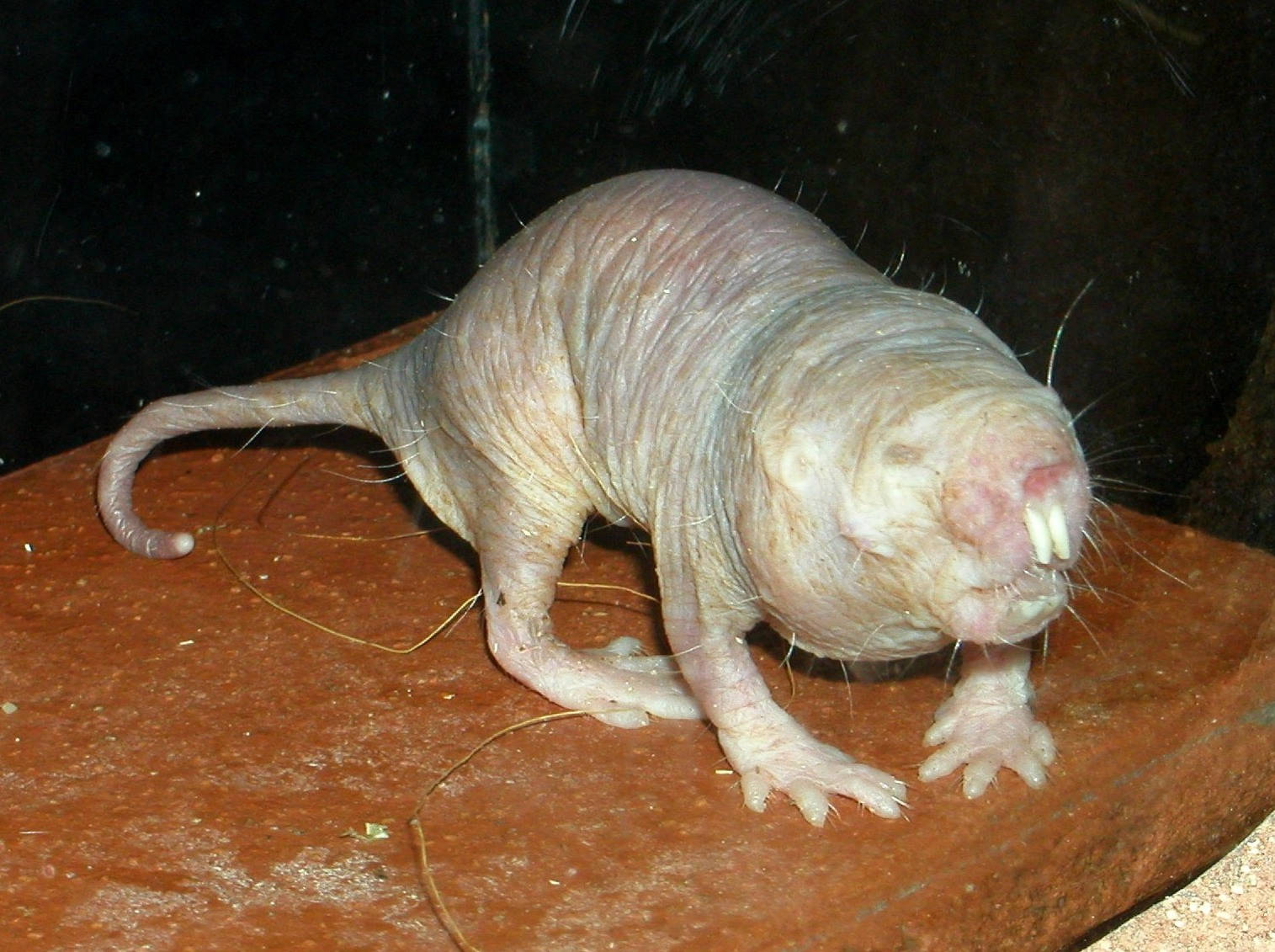
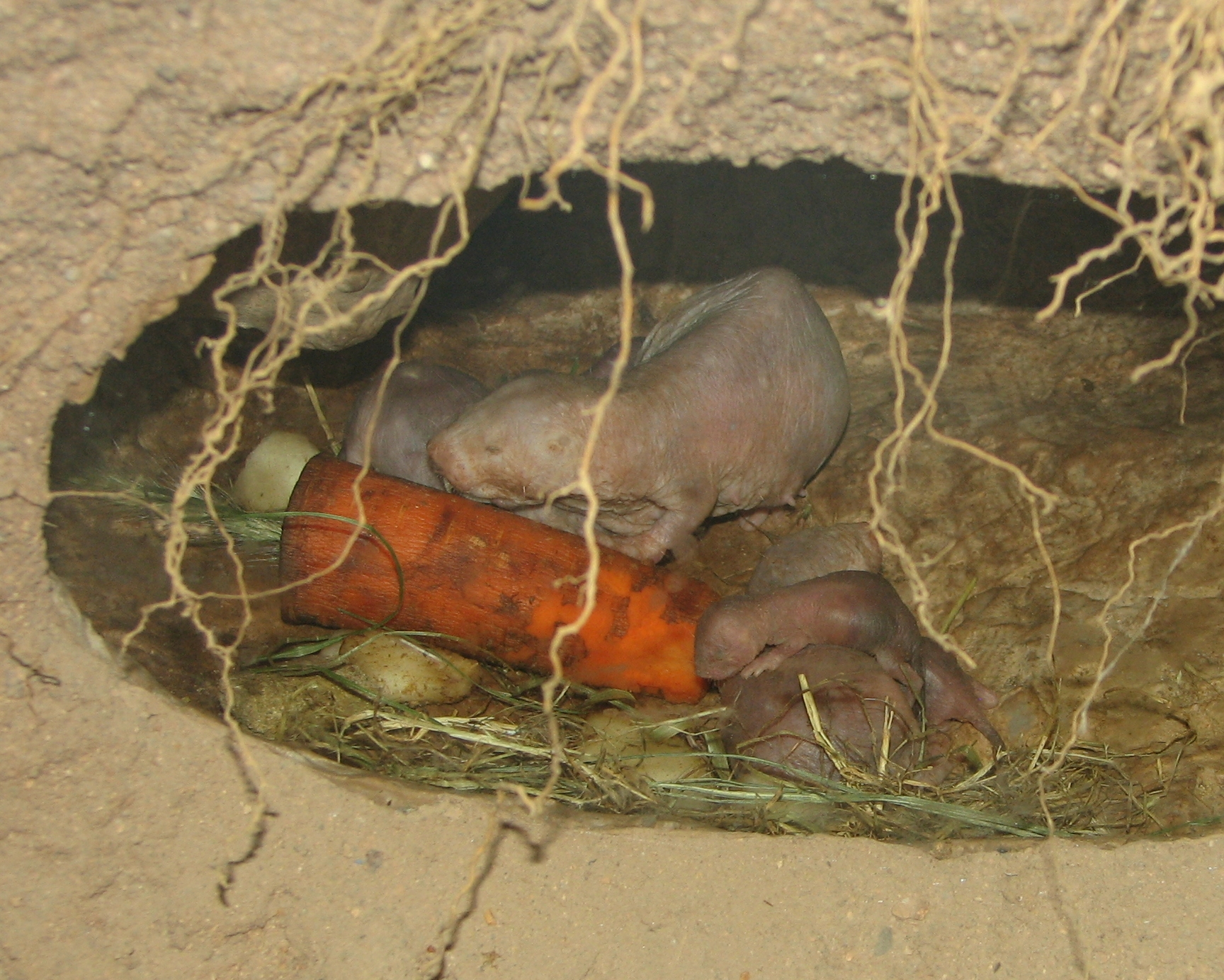
成獣と幼獣
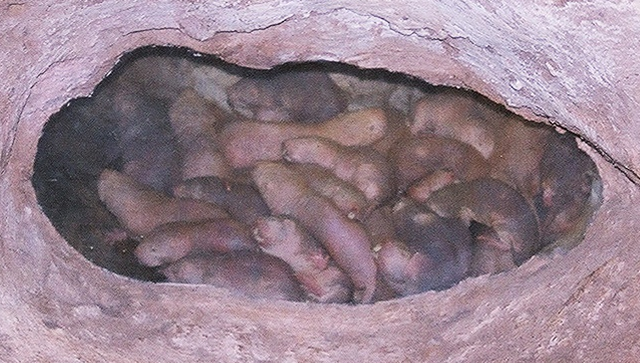
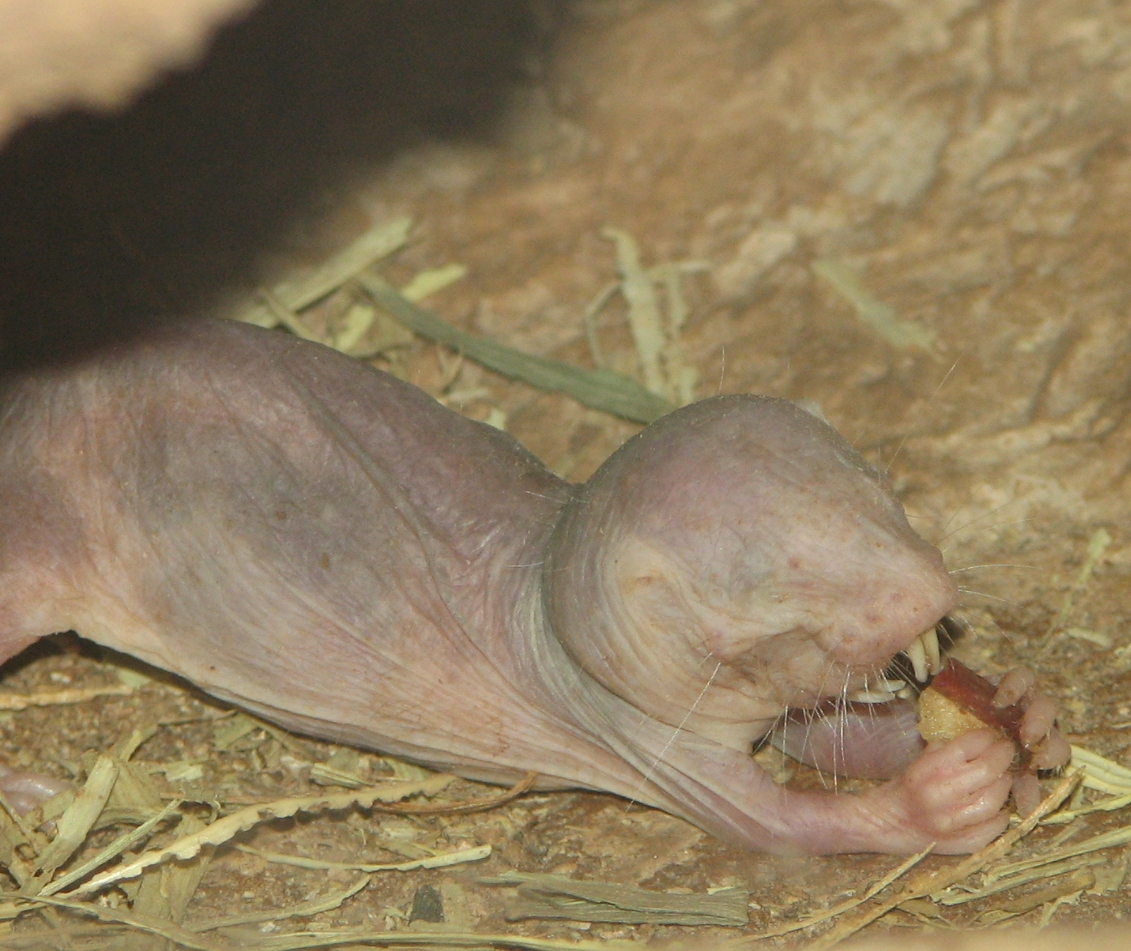

## 関連文献
- 石橋洋平「ハダカデバネズミはフルクトースを利用して無酸素環境を生き延びる」『Trends in Glycoscience and Glycotechnology』第29巻第169号、FCCA(Forum: Carbohydrates Coming of Age)、2017年、J59-J60、CRID 1390282679345754240、doi:10.4052/tigg.1715.6j、ISSN 0915-7352。